# Brillenpinguin
Der Brillenpinguin (Spheniscus demersus) gehört zur gleichnamigen Gattung innerhalb der Familie der Pinguine (Spheniscidae). Sie sind die einzigen heute noch in freier Wildbahn lebenden Pinguine Afrikas.

## Erscheinungsbild

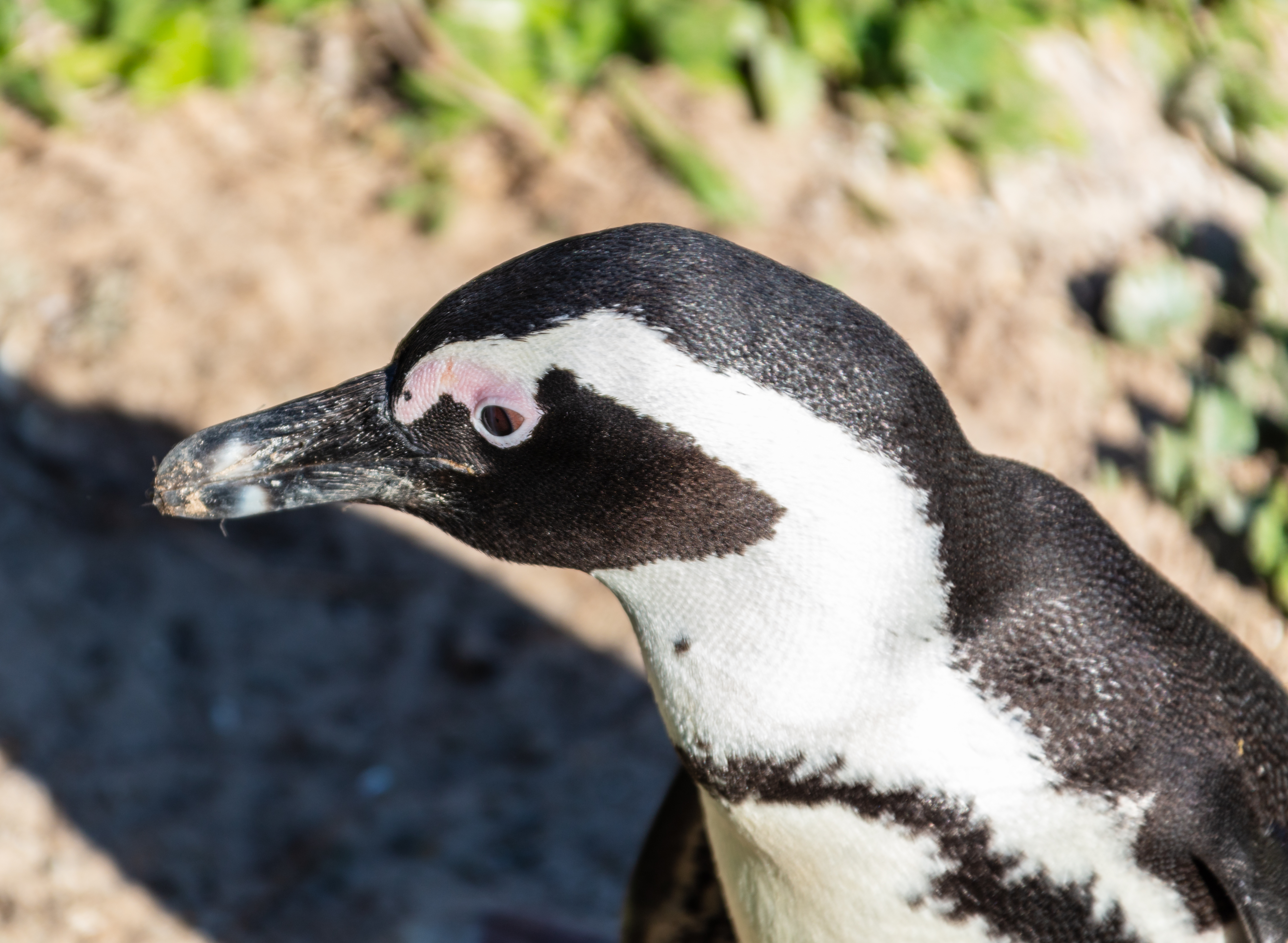
Porträt eines Brillenpinguins

Die Vögel werden 60 bis 70 cm groß, 2,5 bis 3 kg  schwer und erreichen ein Alter von bis zu 20 Jahren. Die Brillenpinguine haben eine auffällige Schwarz-Weiß-Färbung. Vom schwarzen Schnabel geht zu den Augen und darum herum ein rosa Fleck, der ihnen den deutschen Namen gab. Vorderkopf, Scheitel, Kinn und Wangen sind wie der Rücken schwarz. Der Bauch ist weiß, jedoch geht ein schmales, schwarzes Band u-förmig über die Brust und die Körperseiten.

## Lebensweise

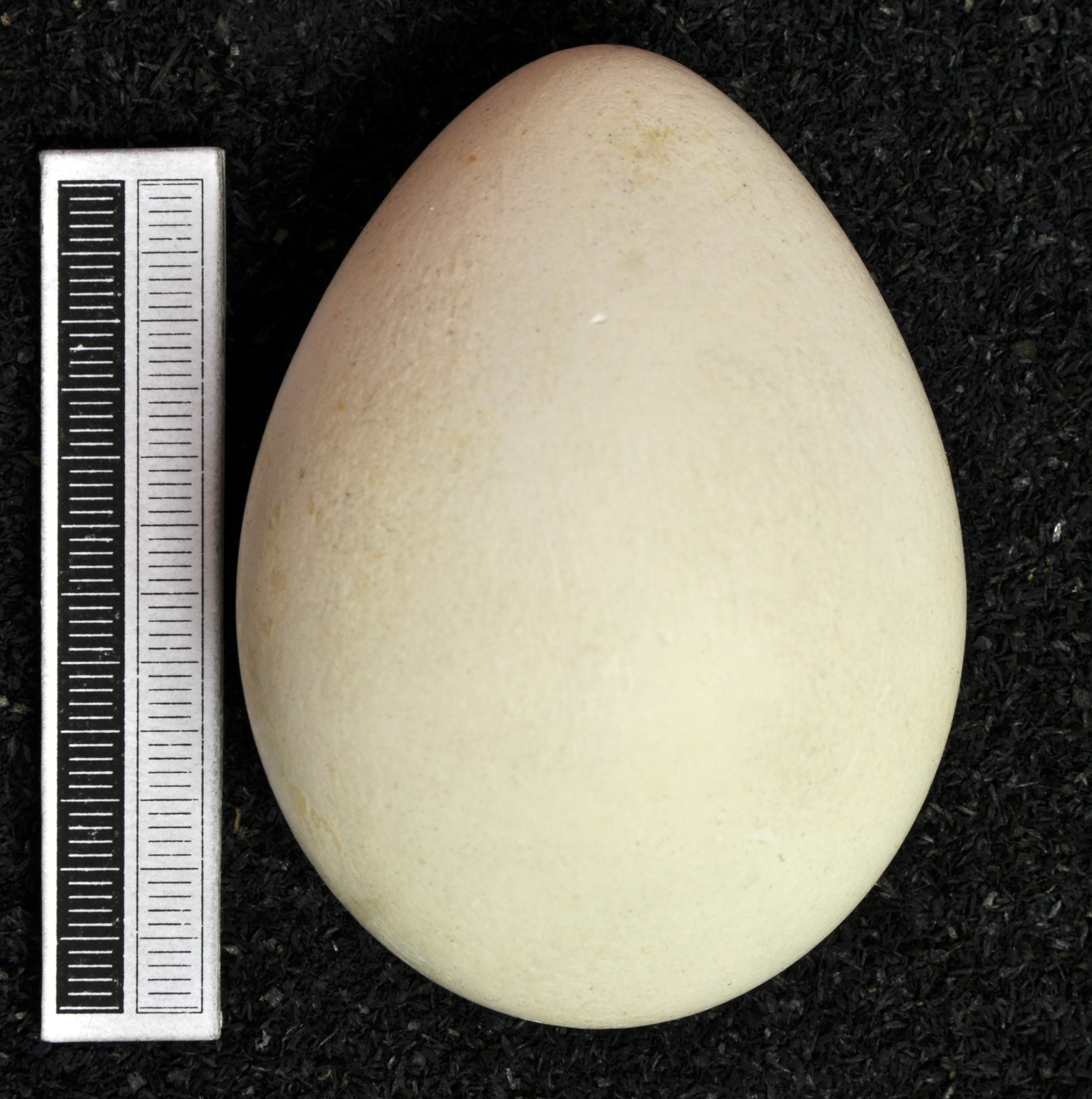
Ei, Sammlung Museum Wiesbaden

Die Brillenpinguine brüten in küstennahen Kolonien und legen ihre Eier in flache Vertiefungen, die sie ausscharren, oder sie legen ihre Eier in Höhlen, die sie mit Holzstücken und Federn auspolstern. Ein Gelege besteht aus zwei Eiern. Mit drei Monaten mausern sich die Jungen von ihrem Daunenkleid zum Alterskleid.

## Verbreitung und Bestand
Brillenpinguine leben an der afrikanischen Westküste und auf den Inseln von Angola über die Pinguininseln Namibias bis zur südafrikanischen Ostküste bei Natal und nach Mosambik.
2019 wurden alleine für Namibia Bestandszahlen von 26.000 Tieren angegeben. Drei Jahre später ging man für Namibia von einem stabilen Stand von 5000 bis 6000 Brutpaaren und damit 25.000 bis 30.000 Tieren insgesamt aus. Der Bestand in Südafrika gehe hingegen deutlich zurück. Bis 2024 ging der Bestand massiv zurück und die Tierart ist vom Aussterben bedroht. So ist nur noch von etwa 1000 Brutpaaren in Namibia und maximal 10.000 weltweit die Rede.

### Historische Entwicklung
Etwa 20.000 (Stand 2016) bis 25.262 (Stand 2010) Brutpaare leben in freier Wildbahn. Dies bedeutet einen Rückgang von 60,5 Prozent gegenüber dem Bestand von 1979 (69.000) und einem Rückgang von 90 Prozent gegenüber 1956 (141.000 Brutpaare). Ihr Bestand ist vor allem wegen der Fischerei gefährdet und anhaltend abnehmend. Die IUCN führt sie als „gefährdet“. In allen Ländern stehen Brillenpinguine unter strengem Naturschutz. Darüber hinaus gibt es zahlreiche Populationen in Zoos, deren Erhaltung in einem internationalen Zuchtprogramm koordiniert wird.
80 Prozent des Bestandes befinden sich auf nur sieben Inseln bzw. Gebieten (Bestandszahlen 2006; alle Südafrika sofern nicht anders genannt):
- Dassen Island: 13.283 Brutpaare
- St Croix Island: 8.077
- Robben Island: 3.697
- Bird Island: 2.822
- Dyer Island: 2.076
- Mercury Island (Namibia): 1.813
- Boulder’s Beach: 1.075

## Nahrung
Ein Brillenpinguin frisst hauptsächlich Schwarmfische, jagt aber auch Krustentiere wie zum Beispiel Krebse.

## Galerie

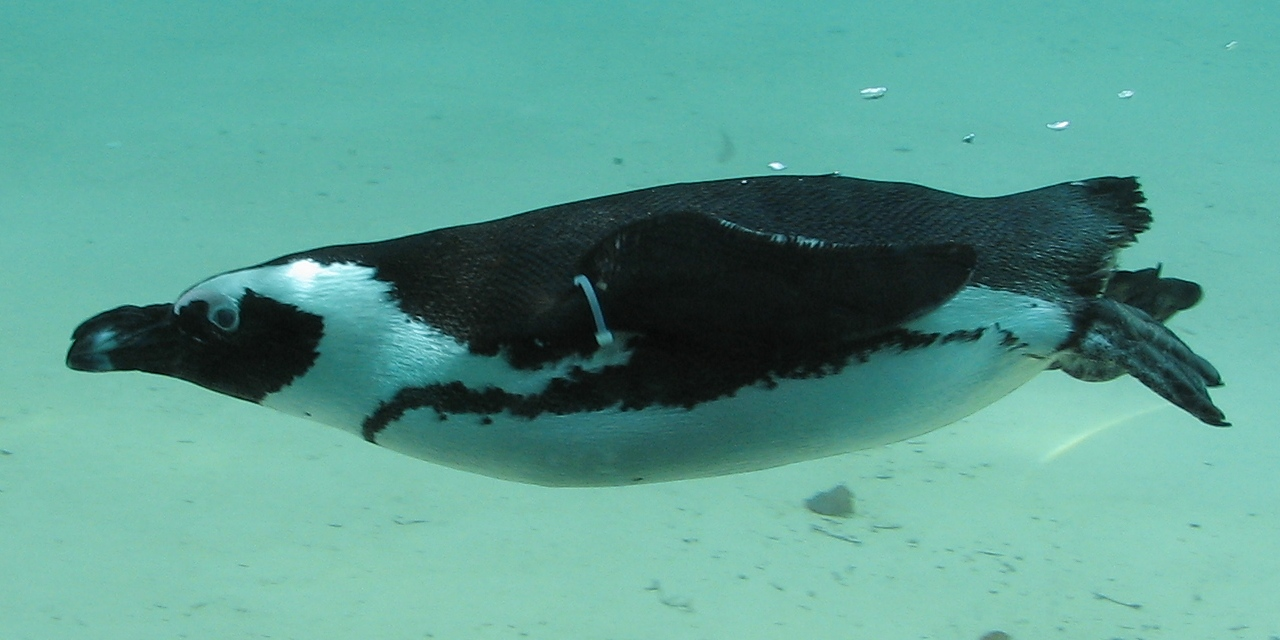
Ein tauchender Brillenpinguin
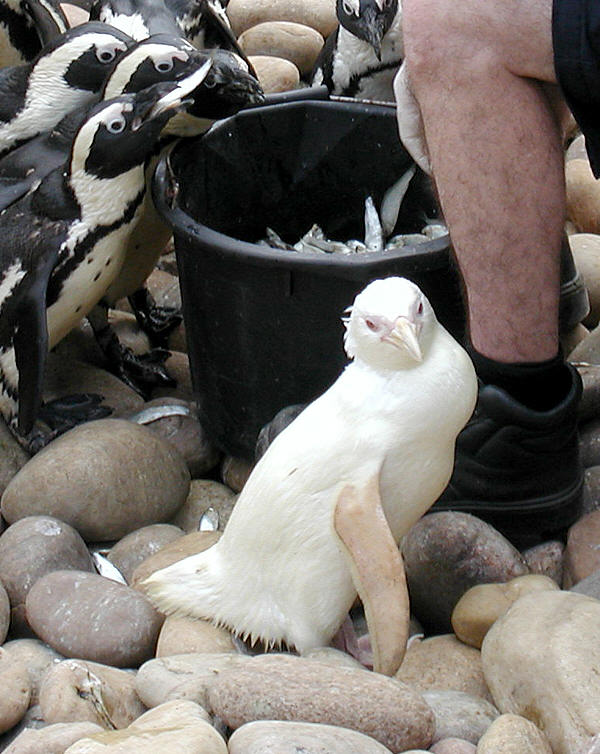
Albino-Variante (sehr selten)
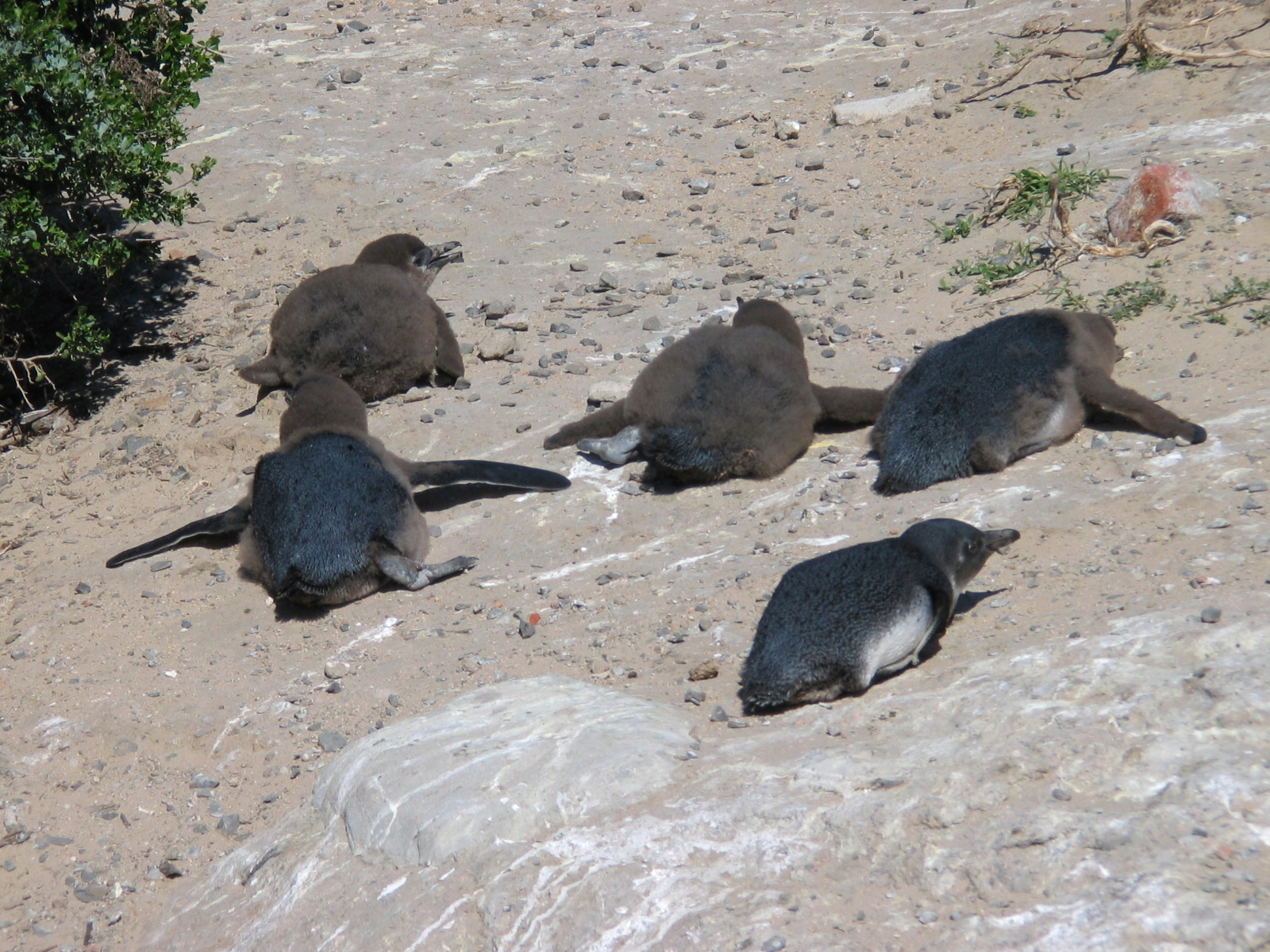
Jungtiere trocknen ihr Daunenkleid
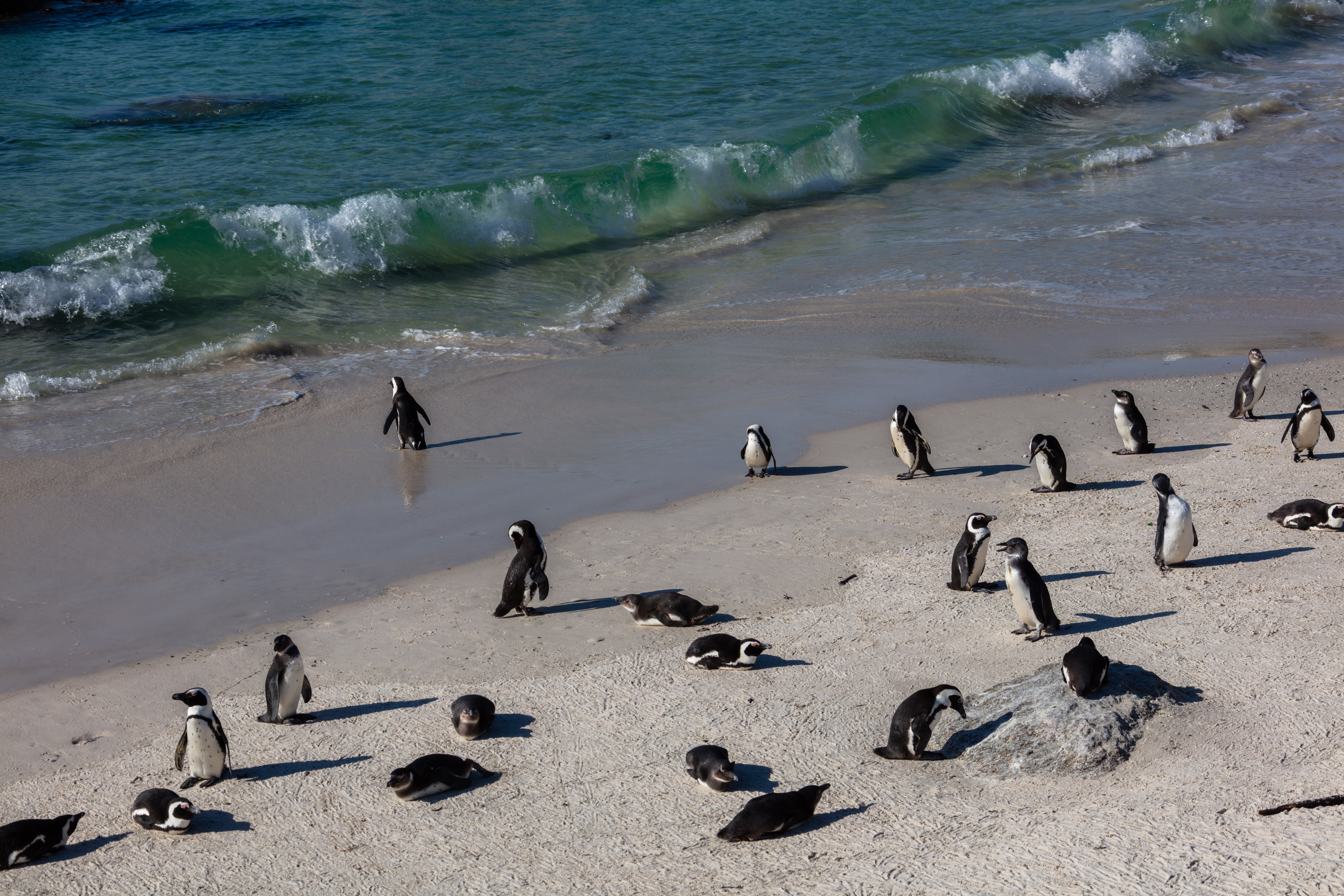
Kolonie in Boulders
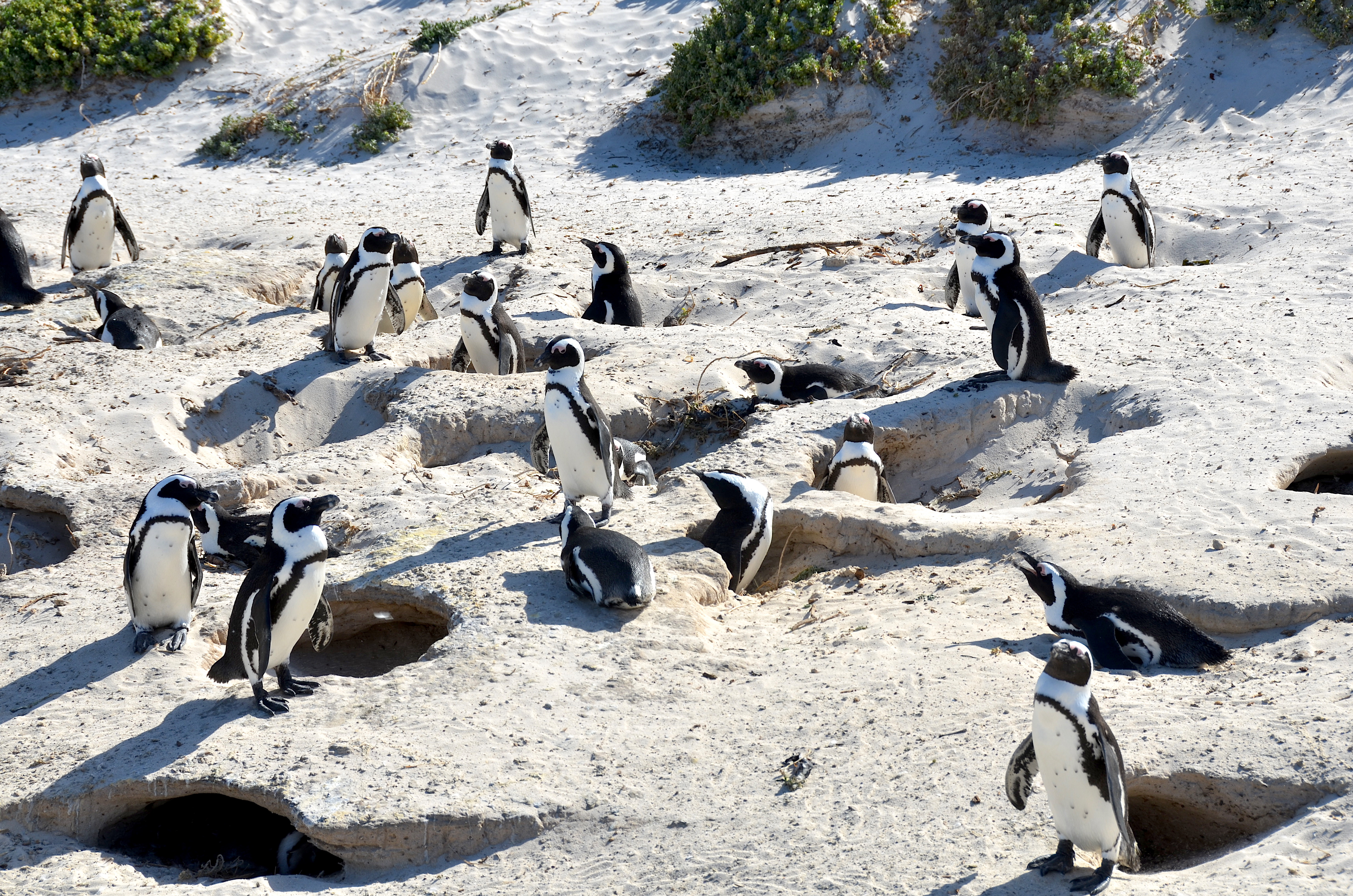
Bruthöhlen der Brillenpinguine, Boulders Beach (2017)
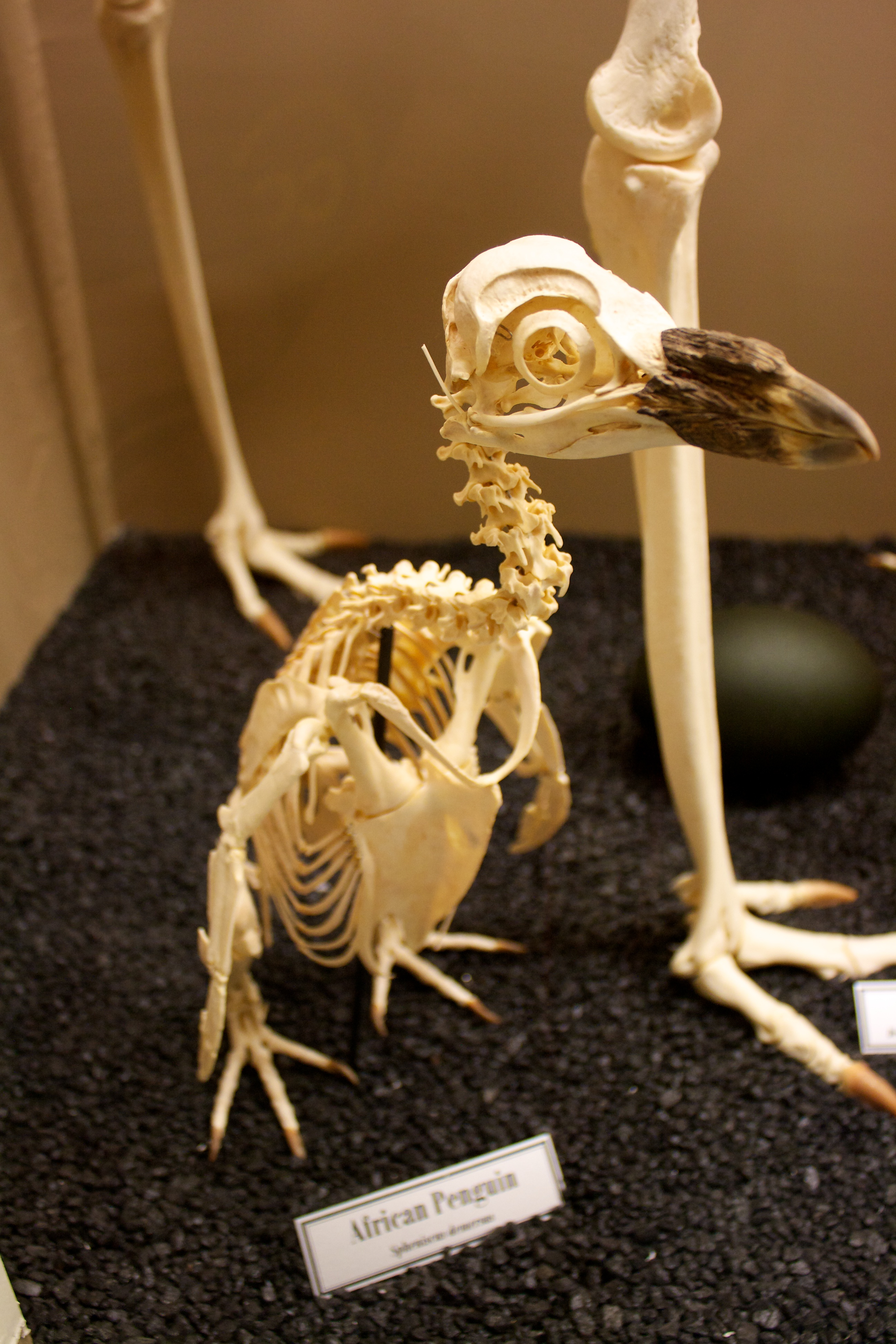
Skelett im Museum of Osteology, Oklahoma City